# یک جفت خوب
| بررسی انتقادی | بررسی انتقادی |
| منبع          | رتبه‌بندی      |
| ------------- | ------------- |
| آل‌میوزیک      | [ ۱ ]         |

یک جفت خوب (به انگلیسی: A Nice Pair) نام یک آلبوم گردآوری‌شده از گروه موسیقی پراگرسیو راک انگلیسی، پینک فلوید، است که در سال ۱۹۷۳ توسط هاروست رکوردز/کپیتال رکوردز در آمریکا و بریتانیا منتشر شد.
این آلبوم در واقع انتشار مجدد دو آلبوم اول پینک فلوید، نی‌زن بر دروازه‌های سپیده‌دم و یک نعلبکی رمز و راز می‌باشد که در سال‌های ۱۹۶۷ و ۱۹۶۸ منتشر شده بود. آلبوم در مکان ۳۴ام نمودارهای بیلبورد قرار گرفت.

## لیست آهنگ‌ها

### نی‌زن بر دروازه‌های سپیده‌دم
طرف اول
1. «خداوند اخترشناسی» – 4:14 (بریتانیا – ۱۹۶۷ نسخه استودیویی) / ۸:۲۵ (آمریکا – ۱۹۶۹ ویرایش زنده)
2. «سام شیطان» – ۳:۰۷
3. «مادر ماتیلدا» – ۳:۰۸
4. «گر گرفتن» – ۲:۴۶
5. «پاو آر. تاک اچ.» (بارت / راجر واترز / ریک رایت / نیک میسن) – ۴:۲۶
6. «گوشی‌ات را بردار و قدم بزن» (واترز) – ۳:۰۵

طرف دوم
1. «اوردرایو میان‌ستاره‌ای» (بارت/واترز/رایت/میسن) – ۹:۴۱
2. «دورف» – ۲:۱۳
3. «فصل ۲۴» – ۳:۴۲
4. «مترسک» – ۲:۱۱
5. «دوچرخه» – ۳:۲۱

### یک نعلبکی رمز و راز
طرف سوم
1. «روشنایی بیشتر شود» (واترز) – ۵:۳۸
2. «روزی را به یاد آور» (رایت) – ۴:۳۳
3. «دستگاه‌ها را تنظیم کن به سمت قلب خورشید» (واترز) – ۵:۲۸
4. «سرجوخه کلگ» (واترز) – ۴:۱۳

طرف چهار
1. «یک نعلبکی رمز و راز» (دیوید گیلمور، واترز، میسون، رایت)  – ۱۱:۵۷
2. «الاکلنگ» (رایت) – ۴:۳۶
3. «جاگبند بلوز» – ۳:۰۰

## نمودار فروش
| سال  | نمودار                        | مکان |
| ---- | ----------------------------- | ---- |
| ۱۹۷۴ | جدول موسیقی آلبوم‌های بریتانیا | ۲۱   |
| ۱۹۷۴ | بیلبورد آلبوم‌های پاپ          | ۳۶   |
| ۱۹۷۴ | نروژنمودار آلبومها            | ۸    |

## مشارکت کنندگان در ساخت آهنگ‌ها
- راجر واترز
- دیوید گیلمور
- ریک رایت
- نیک میسن
- دیوید گیلمور